# Orange Blossom Special (chanson)
Orange Blossom Special est une chanson de Ervin T. Rouse sortie en 1938, reprise ensuite par Bill Monroe qui en fit un succès. La mélodie fut reprise par le groupe suédois The Spotnicks en 1961, puis par Johnny Cash en 1965 dans un album homonyme.
Orange Blossom Special est devenu l'un des standards les plus connus de la musique bluegrass. Par ailleurs, le titre dans sa version suédoise des Spotnicks est à l'origine du nom du groupe français Orange Blossom.